# La novena batalla
La novena batalla es el noveno álbum musical del cantante colombiano de vallenato Silvestre Dangond, junto a su amigo Rolando Ochoa. La obra fue editada por Sony Music el 13 de junio de 2013.

## Lista de canciones
| N.º | Título                        | Escritor(es)                                    | Duración |  |
| 1.  | «La Difunta»                  | Romualdo Brito                                  | 4:33     |  |
| 2.  | «Los Tengo de Payasos»        | Rolando Ochoa                                   | 3:29     |  |
| 3.  | «Un Amor Verdadero»           | Wilfran Castillo                                | 4:35     |  |
| 4.  | «Ni Punto E' Comparación»     | Rolando Ochoa                                   | 4:53     |  |
| 5.  | «Culpa de los Dos»            | Alberto "Tico" Mercado, Pedro "Pedrinchi" Ávila | 4:19     |  |
| 6.  | «La Ciquitrilla»              | Rolando Ochoa                                   | 4:00     |  |
| 7.  | «Loco Paranoico»              | Luis Egurrola                                   | 3:34     |  |
| 8.  | «La Cosa Sabrosa»             | Lorenzo Morales                                 | 4:25     |  |
| 9.  | «En Este Sitio (En el Motel)» | Rafael Manjarrés                                | 4:32     |  |
| 10. | «La Traga Loca»               | Omar Geles                                      | 3:52     |  |
| 11. | «Lo Ajeno Se Respeta»         | Eduardo "Cachurra" Fonseca                      | 4:33     |  |
| 12. | «Mi Mundo E' Cartón»          | Fabián Corrales                                 | 4:33     |  |
| 13. | «La Varita de San José»       | Juancho Polo Valencia                           | 4:06     |  |

La 9.ª Batalla es uno de los discos más exitosos de la carrera de Silvestre Dangond, con varios éxitos internacionales como: Loco Paranoico (con más de 70 millones de vistas en la plataforma de videos YouTube), La Difunta, Culpa de los Dos o Un Amor Verdadero.
Este sería el único trabajo discográfico entre Silvestre y Rolando, ya que el 29 de agosto de 2013 se revelaría su separación como pareja musical, generando revuelo y especulación en miles de personas sobre el porque de esta decisión